# Пси (род)
Canis је род животиња из породице паса која обухвата више постојећих врста као што су вукови, којоти, шакали, дингои и пси. Врсте овог рода су карактеристичне по својој умереној до огромној величини, крупноћи, добро развијеним лобањама и зубима, дугим ногама и релативно кратким ушима и репом.

## Етимологија
Родно име Canis значи „пас” на латинском језику. Израз „canine” долази од придева caninus што значи „псећи”, по чему су очњаци добили име („dentes canini”). Породица паса има истакнуте очњаке, који служе за убијање плена. Реч canis сродна је грчкој речи kūon (грч. Κύων), која значи „пас”, као и (мање транспарентно) енглеској речи hound.

## Терминологија
- Незрели пси (тачније, животиње које нису способне за репродукцију), називају се кучићи или штенад.
- Група кучића из истог гестационог периода назива се окот.

## Дентиција и угриз
Дентиција се односи на распоред зуба у устима, са денталном нотацијом, где се зуби горње вилице означавају великим, а доње малим словом, и то:
- I за горње секутиће, i за доње;
- C за горње очњаке, c за доње;
- P за горње преткутњаке, p за доње;
- M за горње кутњаке, m за доње.

Зуби се нумеришу помоћу једне стране уста и од предњег дела уста до задњег. Код месоједа, горњи преткутњак P4 и доњи кутњак m1 су увећани и заједно се користе као маказе да би се растргали мишићи и тетиве плена.
Пси користе своје преткутњаке за сечење и дробљење, осим горњег четвртог преткутњака P4 који користе само за сечење. Своје кутњаке користе за млевење, осим доњег првог кутњака m1 који се развио и за сечење и за млевење, у зависности од прилагођености исхрани. Због своје смањене променљивости, дужина m1 користи се за процену месоједове величине тела.
Студија о процењеној сили угриза очњака великог броја узорака живих и фосилних сисара предатора, када се прилагоди телесној маси, утврдила је да за плаценталне сисаре снага угриза на очњацима (у њутнима по килограму телесне масе) била највећа код изумрлог страшног вука (163), а прате га четири месоједа који често лове животиње веће од себе: афрички дивљи пас (142), сиви вук (136), азијски дивљи пас (112) и динго (108). Највећа величина плена неког предатора веома зависи од његових биомеханичких граница.

## Понашање
Разлика између мужјака и женке неке врсте, осим њихових полних органа, назива се полни диморфизам. Пример је мужјак лава, који је у поређењу са женком, већи, има гриву, веће горње очњаке и делује у групи која нема више од два или три члана. Постоји мања варијација између мужјака и женки паса. Пси имају тенденцију да живе у моногамним паровима, а вукови, азијски дивљи пси и шакали такође живе и са својим потомцима. Вукови могу да живе и у проширеним породичним групама. Да би хватао плен већи од себе, афрички и азијски дивљи пас и сиви вук зависе од својих вилица, јер не могу користити своје предње удове како би се рвали са пленом. Они раде заједно као чопор који се састоји од алфа парова и њихових потомака из садашњих и претходних година. Предатори лове биљоједе са телесном масом сличној комбинованој маси чопора предатора. Сиви вук се специјализовао за лов угрожених појединаца великог плена, а чопор тимбер вукова могу срушити лоса тешког 500 килограма.

## Галерија
- Сиви вук (Canis lupus)
- Црвени вук (Canis rufus)
- Којот (Canis latrans)
- Обични шакал (Canis aureus)
- Етиопски вук (Canis simensis)
- Црнолеђи шакал (Canis mesomelas)
- Пругасти шакал (Canis adustus)